# Orthopristis ruber
Orthopristis ruber és una espècie de peix pertanyent a la família dels hemúlids.

## Descripció
- Pot arribar a fer 40 cm de llargària màxima (normalment, en fa 30) i 850 g de pes.
- 12 espines i 14-14 radis tous a l'aleta dorsal i 3 espines i 10 radis tous a l'anal.
- Boca petita i moderadament obliqua.
- És marró grisenc amb tons violetes al dors.[6][7][8]

## Alimentació
Menja crustacis, mol·luscs, peixos, poliquets i d'altres invertebrats.

## Hàbitat
És un peix marí i d'aigua salabrosa, demersal i de clima tropical que viu entre 1 i 70 m de fondària.

## Distribució geogràfica
Es troba a l'Atlàntic occidental: des d'Hondures fins al Brasil.

## Ús comercial
Es comercialitza fresc i salat.

## Observacions
És inofensiu per als humans.